# Trigonoptera obscura
Trigonoptera obscura là một loài bọ cánh cứng trong họ Cerambycidae.